# بارون هوغو هاميلتون
بارون هوغو هاميلتون (بالسويدية: Hugo Hamilton af Hageby)‏ هو عسكري سويدي، ولد في 20 مايو 1655 في Monea castle ‏ في المملكة المتحدة، وتوفي في 19 يناير 1724 في City of Stockholm (former municipality) ‏ في السويد.